# Troldholme
Troldholme i Øland Sogn, Brovst Kommune, er nogle holme i Limfjorden beliggende mellem Øland og Attrup. De tilhørte tidligere gårdene i Østerby, som benyttede holmene til fælles græsning af kvier. 
Troldholmene oversvømmes ved højvande og bortskylles langsomt. I 1796 fandtes der 46 holme, i dag er der 3 små holme igen.
Troldholmene hører i dag under Skov- og Naturstyrelsen og har status som vildtreservat.